# Immunitet (diplomati)
Immunitet (immuniteter og privilegier) betegner inden for diplomatiet den særlige beskyttelse og de særlige fordele, som tilkommer fremmede diplomater og repræsentationer (ambassader mv.) for at lette deres arbejde. Immuniteter og privilegier er beskrevet i Wienerkonventionen om diplomatiske forbindelser.
Immuniteterne og privilegierne omfatter især:
- Repræsentationens område er ukrænkeligt. Modtagerstatens repræsentanter må ikke betræde området uden først at have indhentet repræsentationschefens samtykke dertil.
- Modtagerstaten har en særlig pligt til at beskytte repræsentationens område mod enhver indtrængen eller beskadigelse og til at forhindre enhver forstyrrelse af ro og orden på repræsentationens område eller krænkelse af dens værdighed.
- Repræsentationens arkiver og dokumenter er ukrænkelige.
- Bevægelses- og rejsefrihed
- Kommunikationsfrihed
- Diplomatposten må ikke åbnes eller tilbageholdes.
- En diplomatisk repræsentants person er ukrænkelig. Han skal ikke kunne underkastes nogen form for anholdelse eller tilbageholdelse. Modtagerstaten skal behandle ham med skyldig respekt og skal træffe enhver rimelig forholdsregel for at forhindre ethvert angreb på hans person, frihed og værdighed.
- En diplomatisk repræsentants bolig skal nyde samme ukrænkelighed og beskyttelse som repræsentationens område.
- En diplomatisk repræsentant skal nyde immunitet i sager henhørende under modtagerstatens strafferetspleje.
- En diplomatisk repræsentant er ikke forpligtet til at afgive vidneforklaring.
- Fritagelse for afgifter og skatter, det være sig på personer eller ejendele, stats- eller kommuneskatter.
- Fri indførsel og fritagelse for toldafgifter, skatter og tilsvarende afgifter.
- Fritagelse for borgerligt ombud og militære forpligtelser i forbindelse med beslaglæggelse, militære ydelser, indkvartering.